# Venas diafragmáticas
Las venas diafragmáticas o venas diafragmáticas superiores (TA: venae pericardiacophrenicae) son pequeñas venas que drenan sangre del pericardio y el diafragma hacia la vena braquiocefálica izquierda. Son venas comitantes de la arteria diafragmática superior.